# Michel Tarrier
 (novembre 2021).
Si vous disposez d'ouvrages ou d'articles de référence ou si vous connaissez des sites web de qualité traitant du thème abordé ici, merci de compléter l'article en donnant les références utiles à sa vérifiabilité et en les liant à la section « Notes et références ».
Michel Tarrier est un entomologiste, écologue, essayiste, polémiste, philosophe de l'écologie (écosophe) et militant écologiste (dénataliste) français né en 1947 à Paris.

## Publications
- (fr) Michel Tarrier, Chroniques de la terre brûlée, Edilivre, 2025.  (ISBN 9782414807567).
- (fr) Michel Tarrier, Rendez-les fous ! Edilivre, 2025.  (ISBN 9782414801589).
- (fr) Michel Tarrier, Mensonges et dénis. Edilivre, 2024.  (ISBN 9782414640089).
- (fr) Michel Tarrier, Nausea. Le délire alimentaire, Edilivre, 2024.  (ISBN 9782414629558).
- (fr) Michel Tarrier, Les bachi-bouzouks face aux défis planétaires, Edilivre, 2023.  (ISBN 9782414624805).
- (fr) Michel Tarrier, La Tyrannie spéciste. Quand la domination conduit au plus grand génocide, Edilivre, 2023.  (ISBN 9782414622603).
- (fr) Michel Tarrier, Izem, dernier Lion de l’Atlas, suivi de : Exécration de la chasse et des chasseurs, Edilivre, 2023.  (ISBN 9782414602988).
- (fr) Michel Tarrier, Les Cahiers d’écorésistance de Michel Tarrier, pour comprendre l’anti-monde d’après, Edilivre, 2023. (ISBN 9782414597550).
- (fr) Michel Tarrier, Le Dernier Mâle. Traité d'anti-machisme, Edilivre, 2022,  (ISBN 9782414573288).
- (fr) Michel Tarrier, Le Malheur de naître, Edilivre, 2022.  (ISBN 9782414567164).
- (fr) Michel Tarrier, Sentience animale, une affaire de conscience humaine, Edilivre, 2021.  (ISBN 9782414562572).
- (fr) Michel Tarrier, Salauds de parents ! Une métaphysique iconoclaste de l’empreinte parentale-Contient des tranches de vie..., Edilivre, 2021,  (ISBN 9782414548934).
- (fr) Michel Tarrier, Notre occupation indue des niches écologiques des autres espèces, in Moins nombreux, plus heureux : L'urgence écologique de repenser la démographie. Collectif d'auteurs sous la direction de Michel Sourrouille. Éditions Le Sang de la Terre, 2014.  (ISBN 978-2869853126).
- (fr) Michel Tarrier, La Route du Safran. Des origines à nos jours. Éditions Les Presses du Midi, 2013.  (ISBN 978-2812704918).
- (fr) Michel Tarrier, L'agroterrorisme dans nos assiettes. Éditions LME, 2012.  (ISBN 978-2360260393).
- (fr) Michel Tarrier, Les Orphelins de Gaïa. Éditions Les Presses du Midi, 2012.  (ISBN 978-2812703133)
- (fr) Michel Tarrier & Jean Delacre, Carnets de voyages naturalistes au Maroc, 2012, disponible téléchargeable avec i-books (Mac et i-pad) ou  i-tunes (PC)
- (fr) Michel Tarrier, Faire des enfants tue la Planète. Éditions LME, 2011.  (ISBN 978-2360260195).
- (fr) Michel Tarrier & Michel Aymerich, Un désert plein de vie. Carnets de Voyages Naturalistes au Maroc Saharien. Éditions La Croisée des chemins, Maroc, 2010.  (ISBN 978-9984102740) et 9984102742).
- (fr) Michel Tarrier, Dictature verte. (Présentation sur La revue des ressources. Éditions Les presses du midi, 2010.  (ISBN 978-2-8127-0140-5).
- (fr) Michel Tarrier, Nous, peuple dernier. Survivre sera bientôt un luxe. Éditions L'Harmattan, 2009.  (ISBN 978-2-296-10562-1).
- (fr) Michel Tarrier, Faire des enfants tue. Éloge de la dénatalité, Éditions du Temps, 2008.  (ISBN 978-2-84274-440-3)
- Les Papillons de jour du Maroc. Guide d'identification et de bio-indication, Éditions Biotope & Publications scientifiques du Muséum national d'Histoire naturelle de Paris, 2008.  (ISBN 978-2-914817-16-5).
- (fr) Michel Tarrier, 2050, Sauve qui peut la Terre. Éditions du Temps, 2007.  (ISBN 978-2-84274-385-7).

Sélection choisie de quelques articles entomologiques de Michel Tarrier
- 1971, Nouvelle contribution à la biogéographie de Dysmictocarabus solieri Dej. Entomops, 22 : 187-190.
- 1971, Sur les évolutions convergentes des diverses lignées de Dysmictocarabus solieri Dej. vert-doré. Entomops, 25 : 25-28.
- 1973, Recherches sur le sympatrisme chromatique des Dysmictocarabus solieri solieri Dej. et D. solieri clairi Géhin, et sur le déterminisme originel de la filiation des formes intermédiaires. Entomops, 28 : 97-122 (Ce travail fut cité comme "pionnier" par le biologiste évolutionniste Maxime Lamotte, alors directeur de la Zoologie et de l'Écologie à l'École Normale Supérieure de la rue d'Ulm, dans son ouvrage "Théorie actuelle de l'évolution" paru en 1994 (Éditions Hachette).
- 1975, Les Carabus (Chrysotribax) hispanus rutilans Dej. ibériques et observations préliminaires sur la classification du sous-genre Chrysotribax Rtt. Carabologia, 1
- 1975, Aspects raciaux et individuels de Carabus (Chrysocarabus) lineatus lateralis Chvrl. Carabologia, 2 : 60-64.
- 1975, Essai d’une hiérarchie objective et raisonnée de Carabus (Dysmictocarabus) solieri Dej. Carabologia, 2 : 65-75.
- 1993, La Sierra de La Sagra : un écosystème-modèle du refuge méditerranéen. Alexanor, 18 (1) : 13-42.
- 1993, L’adieu aux biotopes de la province de Málaga (Espagne), avec un recensement lépidoptérique actualisé  et commenté. Alexanor, 18 (4) : 213-256.
- 1993, Catalogue commenté des Rhopalocères Papilionoidea et des Zygènes de la province de Grenade  (Espagne). Lambillionea, 93 (2) : 228-245.
- 1995, Hipparchia hansii (Austaut, 1879) au Maroc (première note) : Éléments éco-éthologiques, ébauche biogéographique et aspects raciaux (Lepidoptera : Nymphalidae Satyrinae). Linneana belgica, 15 (1) : 33-44.
- 1995, Compte-rendu de deux cents jours de lépidoptérologie au Maroc (Lepidoptera Papilionoidea). Alexanor, 19 (2) : 67-144 (avec illustrations couleur).
- 1997, Trois cents nouveaux jours de lépidoptérologie au Maroc (Lepidoptera Papilionoidea). Alexanor, 20 (2) : 81-127.
- 2000, Cartographie des Rhopalocères Papilionoidea du Maroc. Linneana belgica 17 (5) : 197-210, 17 (6) : 255-268, 17 (7) : 301-312), 17 (8) : 349-358.
- 2001, Valeur écologique d’un verger de l’Atlas (Maroc), selon l’évaluation de son indice lépidoptérique. Le Courrier de l’Environnement de l’INRA, 42 : 90-100 ; en ligne http://www.inra.fr/dpenv/tarric42.htm
- 2001, Les Papillons diurnes du Parc Naturel d’Ifrane (Maroc) : biodiversité, affinités écologiques et conservation  (Papilionoidea et Zygaenidae). Linneana belgica 18 (3) : 145-156, 18 (4) : 161-170.
- 2002, (+ Hofmann, A.) Cartographie des Hétérocères Zygaeninae du Maroc. Linneana belgica 18 (6) : 301-318, 18 (7) : 321-334 (avec illustrations couleur).
- 2002, Sept cents derniers jours de lépidoptérologie au Maroc (Lepidoptera Papilionoidea). Alexanor 21 (6) : 325-414.
- 2003, (+ Benzyane, M.) L’arganeraie marocaine se meurt : problématique et bio-indication. Revue électronique Sécheresse. volume 1E, numéro 1, avril 2003 : http://www.secheresse.info/article.php3?id_article=228
- 2007, (+ Delacre, J.) Cigaritis zohra Donzel, 1847, dans l’Atlas marocain, nouveau statut de C. monticola Riley, 1925, et révision du genre Cigaritis Donzel, 1847, au Maroc (Lepidoptera, Lycaenidae). Bulletin de la Société entomologique de France, 112 (2) : 197-208.
- 2011, Le Maroc revisité (première partie) (Rhopalocera Papilionoidea et Heterocera Zygaeninae). Alexanor, 24 (3) : 165-199.
- 2012, Le Maroc revisité (seconde partie) (Rhopalocera Papilionoidea et Heterocera Zygaeninae). Alexanor, 24 (8) : 473-508.
- 2013, Mediterranean Red List, Butterfly Conservation, Expertise pour le Maroc. 10 p., UICN (Union mondiale pour la Nature).
- 2014, Redécouverte de Zygaena lavandulae (Esper, 1783) sur le continent Africain (Lepidoptera : Zygaeninae). Alexanor, 25 (7) : 401-414.
- 2014, Nouvelles sous-espèces de Zygaena beatrix Przegendza, 1932 et de Z. maroccana Rothschild, 1917 dans le Haut Atlas du M'Goun (Maroc) (Lepidoptera : Zygaeninae). Alexanor, 25 (7) : 437-445.
- 2015, Cinq nouvelles sous-espèces de Zygènes en limites géonémiques méridionales (Anti-Atlas marocain) (Lepidoptera : Zygaeninae). Alexanor, 26 (5) : 1-12.
- 2015, (+ André J.-M.) Cinq nouvelles sous-espèces de Zygènes en limites géonémiques méridionales (Anti-Atlas marocain) (Lepidoptera : Zygaeninae). Alexanor, 26 (5) : 1-12.
- 2016, Description préliminaire d'un nouveau Porte-queue érémicole du Maroc (Lepidoptera Rhopalocera Papilionidae). Alexanor, 27 (3-4) : 171-183.
- 2016, (+ André J.-M.) Le Maroc revisité, suite et fin (Première partie) (Lepidoptera Papilionoidea et Zygaenidae Zygaeninae). Alexanor 27 (6) : 359-376.
- 2017, Le Maroc revisité, suite et fin (Deuxième partie) (Lepidoptera Papilionoidea et Zygaenidae Zygaeninae). Alexanor 27 (8) : 533-555.
- 2017, Le Maroc revisité, suite et fin (Deuxième partie) (Lepidoptera Papilionoidea et Zygaenidae Zygaeninae). Alexanor 28 (1) : 71-93.
- 2017, Nouvelles limites géonémiques et sous-espèces de Callophrys avis Chapman, 1909, et de C. rubi Linnaeus, 1758, au Maroc. Photos F. Courtin-Tarrier. (Lepidoptera Rhopalocera Lycanidae). Alexanor 28 (2) : 101-113.
- 2017, Formes extrêmes de quelques Zygènes du Maroc et description d'une nouvelle sous-espèce de Zygaena favonia Freyer, 1844 (Lepidoptera Zygaenidae Zygaeninae). Aquarelles de Xueijing Hu et photos de Jean-Marie André. Alexanor 28 (2) : 167-176.
- 2018, (+ André J.-M.) Le Maroc revisité, suite et fin (Troisième partie) (Lepidoptera Papilionoidea et Zygaenidae Zygaeninae). Alexanor 28 (3) : 233-252.
- 2018, (+ André J.-M.) Le Maroc revisité, suite et fin (Quatrième partie) (Lepidoptera Papilionoidea et Zygaenidae Zygaeninae). Alexanor 28 (6) : 445-470.
- 2021-2025, Les Papilionidés du Maroc. 84 pages, 130 photographies. Publication digitale Calaméo : https://www.calameo.com/read/00586982892369c389d08
- 2021-2025, Les Piérides du Maroc. 147 pages, 240 photographies. Publication digitale Calaméo : https://www.calameo.com/read/00586982863a53257ece7
- 2021-2025. Les Lycènes du Maroc. 253 pages, 387 photographies. Publication digitale Calaméo : https://www.calameo.com/read/0058698289f9af531e7ba
- 2021-2025. Les Nymphalidés du Maroc (Partie I). 149 pages, 272 photographies. Publication digitale Calaméo : https://www.calameo.com/read/0058698282a7b97bd2ac3
- 2021-2025. Les Nymphalidés du Maroc (Partie II) 197 pages, 353 photographies. Publication digitale Calaméo : https://www.calameo.com/read/0058698285cc514b18d2f
- 2023. Nouvelle note de lépidoptérologie marocaine (Lepidoptera, Rhopalocera). 23 pages, nombreuses photographies. Publication en ligne Calaméo : https://www.calameo.com/read/0058698282650acd3dc5e
- 2023-2025. Le complexe de Papilio machaon au Maroc. 39 pages, 80 illustrations, 3 cartes. Publication digitale Calaméo : https://www.calameo.com/read/005869828fc396c3d8e18
- 2023-2025. Le complexe de Zerynthia rumina au Maroc. 29 pages, 51 illustrations, 1 carte. Publication digitale Calaméo : https://www.calameo.com/read/0058698286b80f85d4bf6
- 2024. Nouvelle présence de Pontia glauconome (Klug, 1829) sur le revers sud du Haut Atlas marocain (Lepidoptera, Rhopalocera, Pieridae). 14 pages, nombreuses photographies. Publication en ligne Calaméo : https://www.calameo.com/read/00586982809f2e9d8f62b
- 2024. Nouveau statut de Callophrys pumilio Tarrier, 2017 et définition géonémique méridionale inédite de Callophrys avis Chapman, 1909 (Lepidoptera, Rhopalocera, Lycaenidae). 25 pages, nombreuses photographies. Calaméo online publication: https://www.calameo.com/read/0058698287ed23b2cab56
- 2025. Pseudophilotes fatma (Oberthür, 1890), espèce éteinte au Maroc (Lepidoptera, Rhopalocera, Lycaenidae). 33 pages, nombreuses photographies. Calaméo online publication:https://www.calameo.com/read/0058698286f5dc6c9e81d
- 2025. Papillons et Zygènes de l’Anti-Atlas marocain. Inventaire et localités (1990-2025). Liste des espèces, calendrier phénologique, compilation des positions GPS de 1000 spots. 48 pages, 143 photographies, 2 cartes. Publication digitale Calaméo : https://www.calameo.com/read/005869828a3164b1f0123
- 2025. Le Centenaire de Maurus vogelii Oberthür, 1920, et le basculement de son écosystème (Lepidoptera Rhopalocera Lycaenidae). 48 pages, 96 illustrations. Publication digitale Calaméo : https://www.calameo.com/read/005869828b226a253af5f
- (+ Al Ouardi A. & Voisin L.), 2025. Papilio neosaharae Tarrier, 2015. Bilan d’une décennie. (Lepidoptera, Rhopalocera, Papilionidae). 39 pages, nombreuses photographies, 3 cartes. Publication digitale Calaméo : https://www.calameo.com/read/0058698283048edb3fbb6
- (+ André J. M.), 2018. Les Zygènes du Maroc. Richesse et déclin. Publication digitale Calaméo : https://www.calameo.com/read/005869828f97142898600
- (+ Barz M.), 2023. Zizula hylax (Fabricius, 1775) observé au Maroc (Lepidoptera, Rhopalocera, Lycaenidae). 5 pages. Publication digitale Calaméo : https://www.calameo.com/read/0058698283163ed80d217
- (+ Courtin-Tarrier F.), 2025. Fragile Butterflies of Morocco - Approaching extinction, or extinct. 412 pages, 750 pictures. Publication digitale Calaméo : https://www.calameo.com/read/0058698286462894fa9ea
- ( + Courtin-Tarrier F.), 2025. Papilio saharae au Maroc - Distribution géographique actualisée et autres données. 20 pp., 29 photos, 1 carte. Publication digitale Calaméo : https://www.calameo.com/read/0058698281f54fde27de2